# ユウ・デジュン
ユウ・デジュン（兪徳浚、ゆ とくしゅん、Yü Te-tsunまたはYü De-jun、1908年2月1日 - 1986年7月14日）は、中国の植物学者である。雲南省や四川省などの植物の分類学研究を行ったことで知られる。もとの名は季川（きせん、Ji-chuang）。

## 略歴
1908年、北京に生まれる。幼くして母を亡くし、父の厳しい教育を受ける。15歳の時に北京師範学校に入学し、同校高等科の北京師範学校史地博物部に進む。1928年、北平師範大学に入学。胡先驌の下で学んだ。1931年に卒業。
卒業後は北平静生生物調査所に勤務する。翌年、北平静生生物調査所とハーバード大学アーノルド樹木園が四川省の植物に関する共同調査を開始すると、兪徳浚は四川省北碚（現在の重慶市北碚区）に派遣され、中国西部科学院植物部主任となった。在任中は、四川省で膨大な植物、種子、苗木の採取を行った。1934年に北京へ戻り、四川省で採集した資料の整理を行い、「四川植物採集記」や「四川雷馬峨屏調査記」などの論文を執筆した。
1937年、盧溝橋事件が起こると、中国西部科学院を雲南省に移し、雲南省教育庁と共に雲南農林植物研究所を設立した。兪徳浚は同研究所の研究員、副所長となった。1947年、エディンバラ王立植物園の支援を受けてイギリス・エディンバラに研究のため滞在し、王立植物園客員研究員を務めた。同時に、高等植物分類学と園芸学を学び、1950年に帰国した。
1952年、九三学社に加入、1956年に中国共産党に入党。中国科学院植物研究所の研究員となり、副所長を務めると同時に、北京植物園の主任を兼任した。北京植物園の開設にかかわり、30年近く主任として勤務した。1980年、中国科学院学部委員（院士）に選出された。

## 研究内容・業績
- 昆明植物研究所の創立者の一人である。
- 『中国果樹分類学』の執筆を行った。
- 1937年にハーバード大学アーノルド樹木園、エディンバラ王立植物園から資金を得て雲南省北西部のこれまで未調査であった地域の植物を採集し、多くの標本を作製して西欧の研究機関に送った[2]。
- 全80巻におよぶ『中国植物志』の編纂に貢献し、1974年から36巻、37巻、38巻のバラ科・マメモドキ科の巻を執筆した。『中国植物志』の完成は文化大革命などの影響で兪徳浚の没後の1990年代になった[3]。

## 著作
- 『四川植物採集記』
- 『四川雷馬峨屏調査記』